# Dentinho
Bruno Ferreira Bonfim (* 19. ledna 1989, São Paulo, Brazílie) známý také pouze jako Dentinho (portugalsky znamená zoubek), je brazilský fotbalový útočník, který aktuálně hraje v klubu Šachtar Doněck.

## Klubová kariéra
Dentinho začal svou profesionální kariéru v brazilském klubu Corinthians Paulista, odkud v červenci 2011 odešel do ukrajinského celku FK Šachtar Doněck. Se Šachtarem nasbíral několik domácích trofejí. Od ledna do prosince 2013 byl na hostování v tureckém Beşiktaş JK.
V červenci 2014 se odmítl společně s pěti dalšími legionáři Šachtaru vrátit ze soustředění ve Francii do Doněcku (příčinou byl zřejmě konflikt na východní Ukrajině). Strach o bezpečnost musel překonat a do klubu se vrátit, majitel Šachtaru Rinat Achmetov mu pohrozil vysokými finančními sankcemi.

## Reprezentační kariéra
Hrál za brazilskou reprezentaci do 20 let.